# Peñón de Entrerríos
El Peñón de Entrerríos o Piedra de Entrerríos es un monolito de 72 metros de altura sobre el nivel del suelo, localizado íntegramente en el municipio de Entrerríos, Antioquia, Colombia. Compuesta principalmente de granito, forma parte del batolito antioqueño, que es un gran cuerpo rocoso situado bajo el subsuelo de este departamento colombiano, del cual hace parte también la Piedra del Peñol de Guatapé.

## Características
El Peñón de Entrerríos está situado a 10 minutos del casco urbano del   municipio homónimo, en la vereda El Peñol, sin embargo pese a su pequeña  envergadura es visible de gran parte de este municipio, y sectores como veredas de Donmatías y la cabecera urbana de  Santa Rosa de Osos. 
Su cima es actualmente accesible  (no solo para escaladores profesionales), aunque presenta un ápice algo estrecho que impide la construcción de miradores seguros para los turistas.   
Desde hace muchas décadas, posee en la cumbre una estatua de Cristo que domina el horizonte de la meseta donde se encuentra y una estatua de la Virgen de las Misericordias, en uno de los salientes de la roca, como símbolo de la fe de este municipio, que caracteriza además a la región. 
En su base hay profundas cavernas que se encuentran prácticamente inexploradas, donde además se han entretejido una serie de mitos y leyendas que alimentan el folclor de la zona.
La piedra es el símbolo más reconocible del municipio de Entrerríos y junto con la quebrada Pontezuela y el embalse Ríogrande II, ubicados muy cerca de la misma, constituye uno de los paisajes más emblemáticos de Antioquia y de la región del Norte.